# Павлосів
Павлосів (пол. Pawłosiów) — село у Закерзонні, розташоване у Ярославському повіті Підкарпатського воєводства, сільська ґміна Павлосюв. Населення — 1954 особи (2011).

## Історія
Згадується в 1444 році як «Павлове село» у власності Яна Лисаковського, який за те був зобов'язаний до військової служби разом з іншими дідичами Ярославських маєтностей. Після анексії поляками лівобережне Надсяння півтисячоліття піддавалось інтенсивній латинізації та полонізації.
За переписом населення 1881 року в селі було 172 будинки і проживали 1057 мешканців, з них 975 римо-католиків, 55 греко-католиків, 17 євреїв. На території фільварку та в селищі Мокра був 21 будинок і проживали 315 мешканців, з них 246 римо-католиків, 33 греко-католики, 27 євреїв і 9 протестантів. Греко-католики належали до парафії Ярослав Ярославського деканату Перемишльської єпархії.
У 1936 р. в селі було 30 греко-католиків. Село було адміністративним центром ґміни Павлосюв Ярославського повіту Львівського воєводства.
У 1975—1998 роках село належало до Перемишльського воєводства.

## Демографія
Демографічна структура станом на 31 березня 2011 року:
|          | Загалом | Допрацездатний вік | Працездатний вік | Постпрацездатний вік |
| -------- | ------- | ------------------ | ---------------- | -------------------- |
| Чоловіки | 976     | 218                | 641              | 117                  |
| Жінки    | 978     | 201                | 564              | 213                  |
| Разом    | 1954    | 419                | 1205             | 330                  |